# Los Ranchitos, La Huerta
Los Ranchitos är en ort i Mexiko.   Den ligger i kommunen La Huerta och delstaten Jalisco, i den sydvästra delen av landet, 600 km väster om huvudstaden Mexico City. Los Ranchitos ligger 149 meter över havet och antalet invånare är 112.
Terrängen runt Los Ranchitos är kuperad åt sydost, men åt nordväst är den platt. Runt Los Ranchitos är det glesbefolkat, med 12 invånare per kvadratkilometer. Närmaste större samhälle är Nacastillo, 10,5 km öster om Los Ranchitos. I omgivningarna runt Los Ranchitos växer i huvudsak lövfällande lövskog.